# Niezbędnik (sztućce)

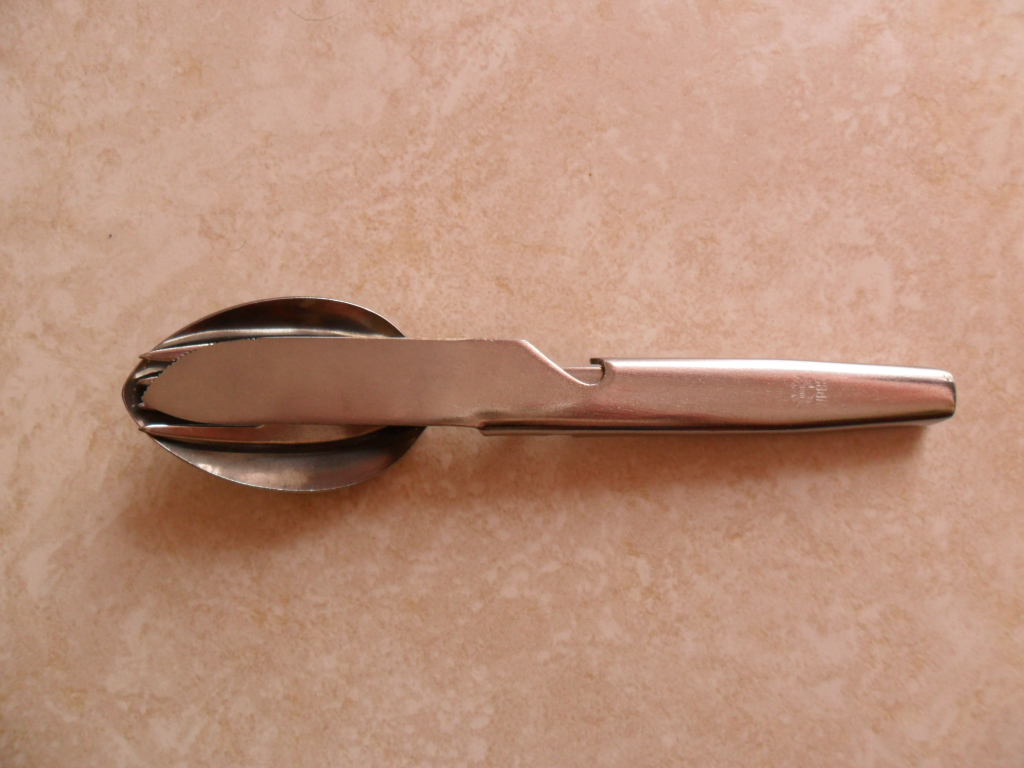
Widok złożonego niezbędnika używanego w WP

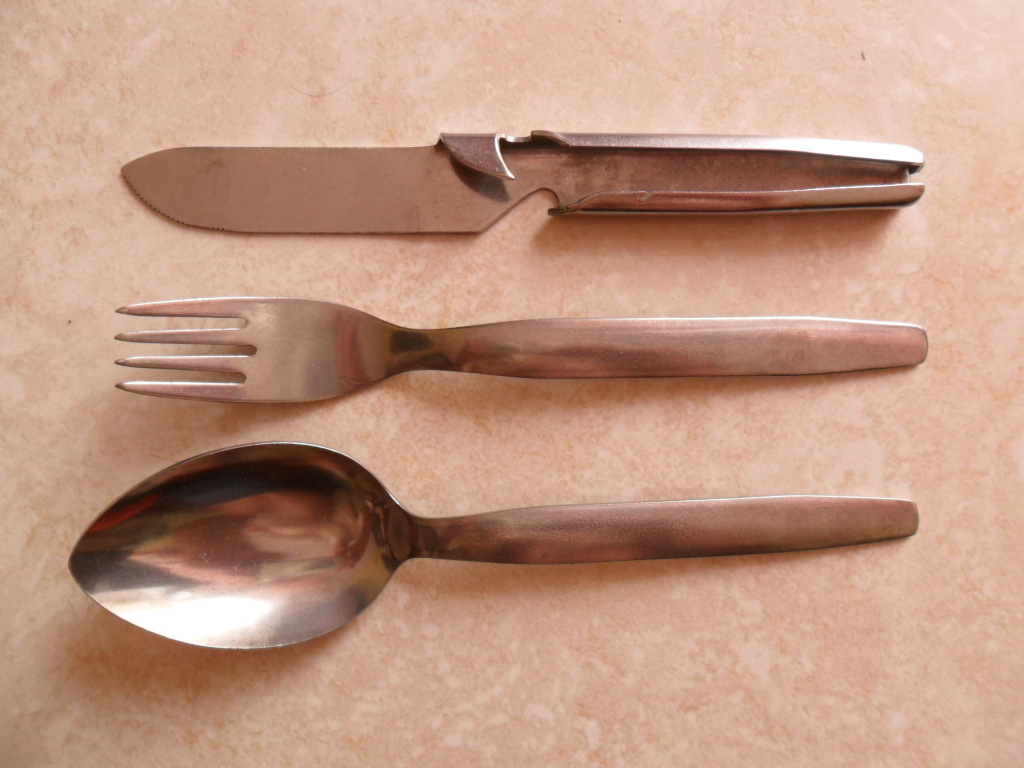
Widok rozłożonego niezbędnika używanego w WP

Niezbędnik – zestaw składający się z łyżki, noża, widelca lub łyżki i widelca, skonstruowany tak, że sztućce te składają się w jedną całość lub są przymocowane do siebie na stałe. Zestaw może zawierać  również otwieracz do konserw i otwieracz do butelek. 
Używany najczęściej przez żołnierzy, harcerzy, turystów i miłośników survivalu.